# Poynting-vector

Dipoolstraling (x,z-vlak): de dipool is parallel aan de z-as, elektrisch veld en poynting-vector liggen in het x,z-vlak.

De poynting-vector beschrijft de hoeveelheid energie van een elektromagnetisch veld die per tijdseenheid door een eenheidsoppervlak stroomt dat loodrecht op de voorplantingsrichting staat. De uitvinder, waarnaar de vector ook is genoemd, was John Henry Poynting (1884).
De poyntingvector is, zoals de naam al aangeeft, een vector met als richting de voorplantingsrichting. Meestal wordt het symbool S gebruikt. In SI-eenheden is de vector uit te drukken als
{\displaystyle \mathbf {S} ={\frac {1}{\mu }}\mathbf {E} \times \mathbf {B} }
waarbij E het elektrisch veld is [(V/m),(N/C)], B {\displaystyle =\mu }H het magnetisch veld (-sterkte H in [A/m]) en {\displaystyle \mu } de permeabiliteit [Henry/m] van het medium. De eenheid van S is dus {\textstyle {\frac {W}{m^{2}}}} ({\textstyle kg/s^{3}}).
Omdat de grootten van zowel het magnetisch als het elektrisch veld oscilleren in geval van wisselspanning (ac), oscilleert de grootte van de poynting-vector ook. De gemiddelde grootte van de vector over één periode noemt men de bestralingssterkte of irradiance, aangeduid met het symbool Irr.